# L'americano di Celenne
L'americano di Celenne è un romanzo dello scrittore Giuseppe Lupo e costituisce la sua opera di esordio nella narrativa. Pubblicato nel 2000, l'anno successivo ha vinto il Premio Giuseppe Berto e il Premio Mondello, entrambi per l'Opera Prima.

## Trama
Il libro si divide in tre parti, ciascuna narrata in prima persona da un diverso personaggio.

### New York to Paradise - Racconto di Tommy King Senise
Il racconto copre gli anni dal 1919 al 1934, durante i quali Danny Leone visse negli Stati Uniti. Quando Tommy lo conobbe, Danny vestiva già con signorilità e tendeva a nascondere le mani callose. Era giunto con l'amico fraterno Totore e non si era risparmiato a lavorare per tutti e due. Totore zoppicava e non poteva fare i lavori più pesanti, così Danny gli allestì una barberia e tutti, a Little Italy la frequentavano.
Appassionato di musica, Tommy nel 1919 si poteva permettere solo un'armonica a bocca, ma Danny una sera gli regalò una cornetta e da quel momento il giovane fece il salto di qualità che lo portò ad essere uno dei più apprezzati jazzisti. Nel frattempo totore aveva sposato una connazionale che però lo aveva abbandonato con un figlio in tenerissima età: Geraldo, chiamato Larry jr. Tommy divenne il sostegno della piccola famiglia ogni volta che Danny si doveva assentare per affari: era uno degli uomini di fiducia del milionario Cortlandt e viaggiava con spedizioni a Los Angeles, San Francisco e molti altri luoghi sulla costa occidentale.
Furono anni di grandi emozioni: gli italiani occupavano posti prestigiosi e uno come Danny poteva portare i suoi cari nei luoghi più rinomati. Ma la sera del 14 giugno 1934, dopo aver assistito al Madison Square alla sconfitta di Primo Carnera, Danny era misteriosamente scomparso. Rimasti a New York in attesa di notizie, Tommy, Totore e Larry jr. ricevettero dopo qualche tempo una cartolina: Danny voleva imbarcarsi in California e visitare il Giappone, la Cina, l'India. Non disse che il viaggio lo avrebbe riportato in Italia fino a quando non vi giunse, nel 1935.

### Jazz band e camicie nere - Racconto di Daniele Racovich
La narrazione si apre con la morte di Danny, ricoverato in un ospizio e affetto da arteriosclerosi. Il dottor Racovich lo aveva seguito nella malattia e tutti lo consideravano al pari del figlio che Danny non aveva mai avuto. Nella preparazione del grande funerale giungono gli amici di Celenne che, durante gli anni della Guerra d'Etiopia, avevano guardato a lui, così diverso dai cliché del fascismo, come a un geniale donatore di musica e feste, tanto da farli diventare tutti un po' americani. La successiva seconda guerra mondiale però era stata quasi l'offuscamento di Danny, perché i modelli che lui aveva anticipato, diffusi dalla permanenza delle truppe alleate, avevano smarrito il loro fascino esotico.
Un grande amico di Danny, Alfonso detto Lurrè, lo aveva riconosciuto (poco dopo il suo arrivo nel 1935) e gli aveva parlato con grande tatto: combattenti a Caporetto, Danny e Totore avevano approfittato della ritirata per disertare, erano fuggiti a Genova e si erano inddebitati per emigrare. Ed ora, eccolo qui, mentre per tutto quel tempo lo si era creduto morto. Ed era vivo anche Totore, al di là dell'Oceano. Ma la convivenza di varie anime nel paese (monarchici, fascisti e democratici) aveva reso bellissima la permanenza tra loro di quell'americano che non faceva mancare nulla a sé, né agli altri. Aveva rimesso a nuovo la vecchia casa di Totore e fatto erigere la cappella funeraria per i Galvano e per lui stesso.
Ed ora, da New York, accompagnata da Larry jr., era arrivata anche la salma di Totore, morto nel 1946. La tumulazione dei due amici in vita e in morte avverrà simultaneamente. L'Italia è ora una Repubblica ma la folata americana ha messo in crisi gli antichi lavori artigianali e sono sorte le fabbriche. Da Celenne si è ripresa l'emigrazione, ormai verso l'Argentina e la Francia. Non ci si deve stupire troppo se, a esequie finite, i compaesani si sono messi ad ascoltare la favolosa radio di Danny, seguendo con pochissima emozione, il primo Festival di Sanremo.

### Uccelli di passo - Racconto di Larry jr Galvano
Nato e cresciuto a New York, Larry Jr. ha studiato nelle scuole più rinomate per volontà del padre Totore e dello "zio Danny", sempre pronto a donare l'occorrente per questo traguardo. Così Larry jr. è diventato un avvocato e i celennesi, che si aspettavano una persona altezzosa, lo hanno preso in grande simpatia. Egli ha dovuto raccontare la prima parte della sua vita, quando ancora lo zio Danny era con loro. Quando invece se ne andò, i Galvano e Tommy King si affiatarono per superare lo shock del distacco. Da quel momento i loro contatti furono per lettera. Larry jr. scriveva al posto del padre analfabeta. Anch'egli avrebbe desiderato raggiungere l'amico ma molti problemi di salute lo convinsero che non ce l'avrebbe fatta. Così, anche per sopportare i malanni, Totore apprese la scrittura e riuscì ad esprimersi, nonché a gioire per le lettere che ormai non avevano più segreti per lui.
La guerra ha per un certo tempo separato i due amici fraterni: Italia e Stati Uniti erano su fronti avversari e i servizi postali erano lunghi, una lettera fu recapitata dopo due anni. Ora il solenne duplice funerale ha unito padri e figli perché, se Larry è figlio di Totore, il dottor Racovich ammette in privato e con richiesta di discrezione di essere figlio di Danny che non lo sapeva e mai ne aveva nominato la madre. Di questa paternità il dottore è sicurissimo per un segno particolare sul corpo (a lui perfettamente noto) di Donato, Danny, Leone. E così anch'egli era stato condotto all'ultimo viaggio da un figlio, come era avvenuto per Totore: ora i celennesi sperano che Larry jr. rimanga nella loro comunità, nella loro famiglia.

## Personaggi
Protagonisti e narratori
- Danny (Donato Leone), combattente nella prima guerra mondiale, durante la ritirata di Caporetto è scomparso e partito per l'America.
- Totore Galvano, amico fraterno di Danny, suo compagno di viaggio verso l'America.
- Tommy King Senise, musicista di Jazz, conterraneo di Danny e Totore, era già in America dalla fine del XIX secolo. Non si dice il suo nome, ma solo quello che gli ha attribuito Danny.
- Larry jr. (Geraldo Galvano), nato a New York, figlio di Totore e di Terry Contaldo che, sperando di diventare un'attrice cinematografica, ha lasciato entrambi.
- Dottore (Daniele Racovich), medico di origine friulana, responsabile della casa di riposo dove Danny trascorre gli ultimi anni.

Amici di Danny a New York
- Cortlandt, milionario. Danny gli ha salvato la vita durante la traversata verso New York e l'uomo farà la fortuna del emigrato per povertà.
- cavalier Vito Contessa, importante personaggio della Little Italy.
- Vincent il Casertano (Contaldo), influente e permaloso proprietario di un ristorante: è il padre di Terry.
- dottor Tomasulo, dottor John Perilli, medici rinomati di origine italiana.
- Annette e Lisemore Robinson, amiche di Danny, Totore e Tommy King Senise.
- Maria Jesus Fuente, altra amica della compagnia, di origine creola.
- Virginia O'Brian, signora irlandese.

I celennesi
- Rosina Maturana, proprietaria di un albergo, ha nove figli da molti padri.
- Mastro Mattia, falegname; ha molti apprendisti.
- Alfonso Lurrè (mastro Alfonso detto Il Re), capomastro, coetaneo di Danny e Totore, erano insieme a Caporetto e lui ha creduto per tanti anni che fossero morti.
- Felicione Eppibig, proprietario dell'emporio Il Portico di Coloniali. Danny lo ha chiamato Happy Big (Felice grande), da cui il soprannome.
- Umberto il Tripolitano, barbiere, così chiamato per lavori all'Acquedotto Pugliese.
- Minutiello, Carlo Alberto, Vittorio Emanuele e Carlo Felice, figli di Umberto, sono tutti validi musicisti, oltre che barbieri.
- Cecchino Sottofez, sarto. Piccolo e magro, non arriva alla statura del re Vittorio Emanuele III nemmeno con il fez.
- donna Adelina Montalbano, antica fiamma di Danny, sposata a un avvocato.

## Edizioni
- Giuseppe Lupo, L'americano di Celenne, collana Farfalle n. 31, Marsilio, Venezia 2000
- Giuseppe Lupo, L'americano di Celenne, collana Romanzi e racconti, Marsilio, Venezia 2018